# FIL-Sommerrodel-Cup 2014
Der FIL-Sommerrodel-Cup 2014 war die 22. Auflage des von der Fédération Internationale de Luge de Course veranstalteten Sommerrodel-Cups, der am 5. und 6. September 2014 auf der Rennschlittenbahn „Wolfram Fiedler“ in Ilmenau ausgetragen wurde. Es fanden Wettbewerbe in den Altersklassen Elite/Junioren und Jugend A statt, die jeweils in drei Läufen entschieden wurden. Es siegten Andi Langenhan und Dajana Eitberger in der Altersklasse Elite/Junioren sowie Max Langenhan und Madeleine Egle in der Altersklasse Jugend A.

## Titelverteidiger
Beim FIL-Sommerrodel-Cup im September 2013 siegten Daniel Rothamel und Dajana Eitberger in der Altersklasse Elite/Junioren sowie Jonas Jannusch und Sabrina Salchner in der Altersklasse Jugend A. Rothamel und Salchner traten nicht zur Titelverteidigung an; ebenso wie Jonas Jannusch, der jedoch in der höheren Altersklasse Elite/Junioren startete, jedoch in der Finalqualifikation scheiterte.

## Ergebnisse

### Altersklasse Elite/Junioren

#### Männer

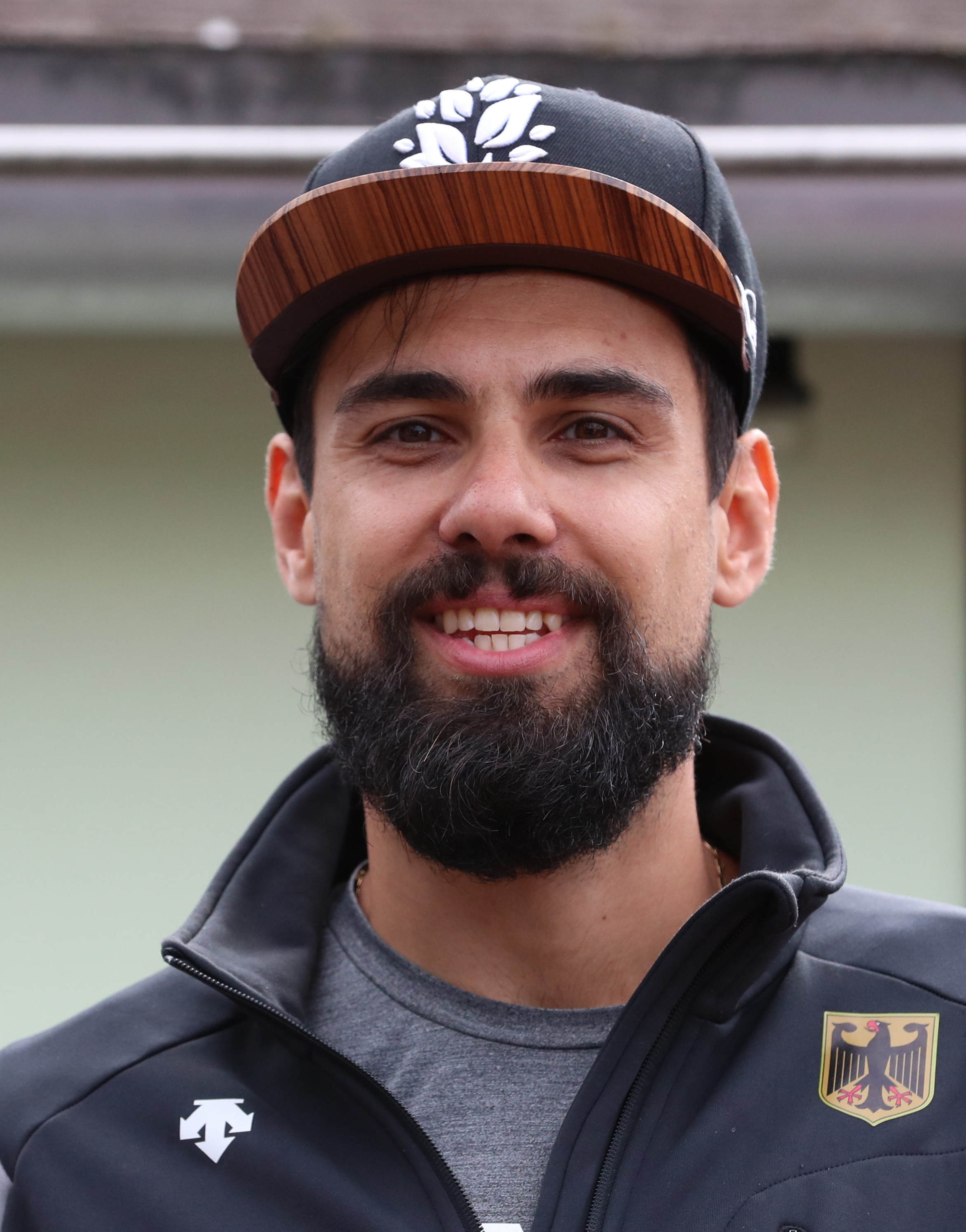
Andi Langenhan

| Platz             | Sportler                       | Laufzeit 1                     | Laufzeit 2                     | Laufzeit 3                     | Endzeit                        |
| ----------------- | ------------------------------ | ------------------------------ | ------------------------------ | ------------------------------ | ------------------------------ |
| 1                 | Andi Langenhan                 | 20,094 s (1)                   | 20,150 s (1)                   | 20,200 s (3)                   | 1:00,444 Minuten               |
| 2                 | Sascha Benecken                | 20,258 s (2)                   | 20,175 s (2)                   | 20,188 s (2)                   | 1:00,621 Minuten               |
| 3                 | Johannes Ludwig                | 20,291 s (3)                   | 20,296 s (4)                   | 20,184 s (1)                   | 1:00,771 Minuten               |
| 4                 | Georg Reumschüssel             | 20,314 s (4)                   | 20,258 s (3)                   | 20,296 s (4)                   | 1:00,868 Minuten               |
| 5                 | Florian Berkes                 | 20,336 s (5)                   | 20,347 s (6)                   | 20,302 s (5)                   | 1:00,985 Minuten               |
| 6                 | Chris Rohmeiß                  | 20,420 s (6)                   | 20,353 s (7)                   | 20,428 s (6)                   | 1:01,201 Minuten               |
| 7                 | Maciej Kurowski                | 20,561 s (9)                   | 20,359 s (8)                   | 20,455 s (8)                   | 1:01,375 Minuten               |
| 8                 | Florian Löffler                | 20,556 s (8)                   | 20,333 s (5)                   | 20,489 s (10)                  | 1:01,378 Minuten               |
| 9                 | Nico Grüßner                   | 20,530 s (7)                   | 20,443 s (9)                   | 20,443 s (7)                   | 1:02,830 Minuten               |
| 10                | Sebastian Bley                 | 20,623 s (11)                  | 21,455 s (10)                  | 20,466 s (9)                   | 1:01,544 Minuten               |
| 11                | Wojciech Chmielewski           | 20,609 s (10)                  | 20,569 s (12)                  | 20,603 s (12)                  | 1:01,781 Minuten               |
| 12                | Toni Gräfe                     | 20,722 s (12)                  | 20,566 s (11)                  | 20,601 s (11)                  | 1:01,889 Minuten               |
|                   | Patryk Poręba                  | ausgeschieden im Hoffnungslauf | ausgeschieden im Hoffnungslauf | ausgeschieden im Hoffnungslauf | ausgeschieden im Hoffnungslauf |
| Mateusz Żakowicz  | ausgeschieden im Hoffnungslauf | ausgeschieden im Hoffnungslauf | ausgeschieden im Hoffnungslauf | ausgeschieden im Hoffnungslauf |                                |
| Karol Mikrut      | ausgeschieden im Hoffnungslauf | ausgeschieden im Hoffnungslauf | ausgeschieden im Hoffnungslauf | ausgeschieden im Hoffnungslauf |                                |
| Paul-Lukas Heider | ausgeschieden im Hoffnungslauf | ausgeschieden im Hoffnungslauf | ausgeschieden im Hoffnungslauf | ausgeschieden im Hoffnungslauf |                                |
| Jonas Jannusch    | ausgeschieden im Hoffnungslauf | ausgeschieden im Hoffnungslauf | ausgeschieden im Hoffnungslauf | ausgeschieden im Hoffnungslauf |                                |
| Damian Chamielec  | ausgeschieden im Hoffnungslauf | ausgeschieden im Hoffnungslauf | ausgeschieden im Hoffnungslauf | ausgeschieden im Hoffnungslauf |                                |
| Artur Gędzius     | ausgeschieden im Hoffnungslauf | ausgeschieden im Hoffnungslauf | ausgeschieden im Hoffnungslauf | ausgeschieden im Hoffnungslauf |                                |
| Jakub Kowalewski  | ausgeschieden im Hoffnungslauf | ausgeschieden im Hoffnungslauf | ausgeschieden im Hoffnungslauf | ausgeschieden im Hoffnungslauf |                                |
| Stefan Doktor     | ausgeschieden im Hoffnungslauf | ausgeschieden im Hoffnungslauf | ausgeschieden im Hoffnungslauf | ausgeschieden im Hoffnungslauf |                                |
| Patrik Tomaško    | ausgeschieden im Hoffnungslauf | ausgeschieden im Hoffnungslauf | ausgeschieden im Hoffnungslauf | ausgeschieden im Hoffnungslauf |                                |
| Jakub Šimoňák     | ausgeschieden im Hoffnungslauf | ausgeschieden im Hoffnungslauf | ausgeschieden im Hoffnungslauf | ausgeschieden im Hoffnungslauf |                                |
| Manuel Stiebing   | ausgeschieden im Hoffnungslauf | ausgeschieden im Hoffnungslauf | ausgeschieden im Hoffnungslauf | ausgeschieden im Hoffnungslauf |                                |

#### Frauen

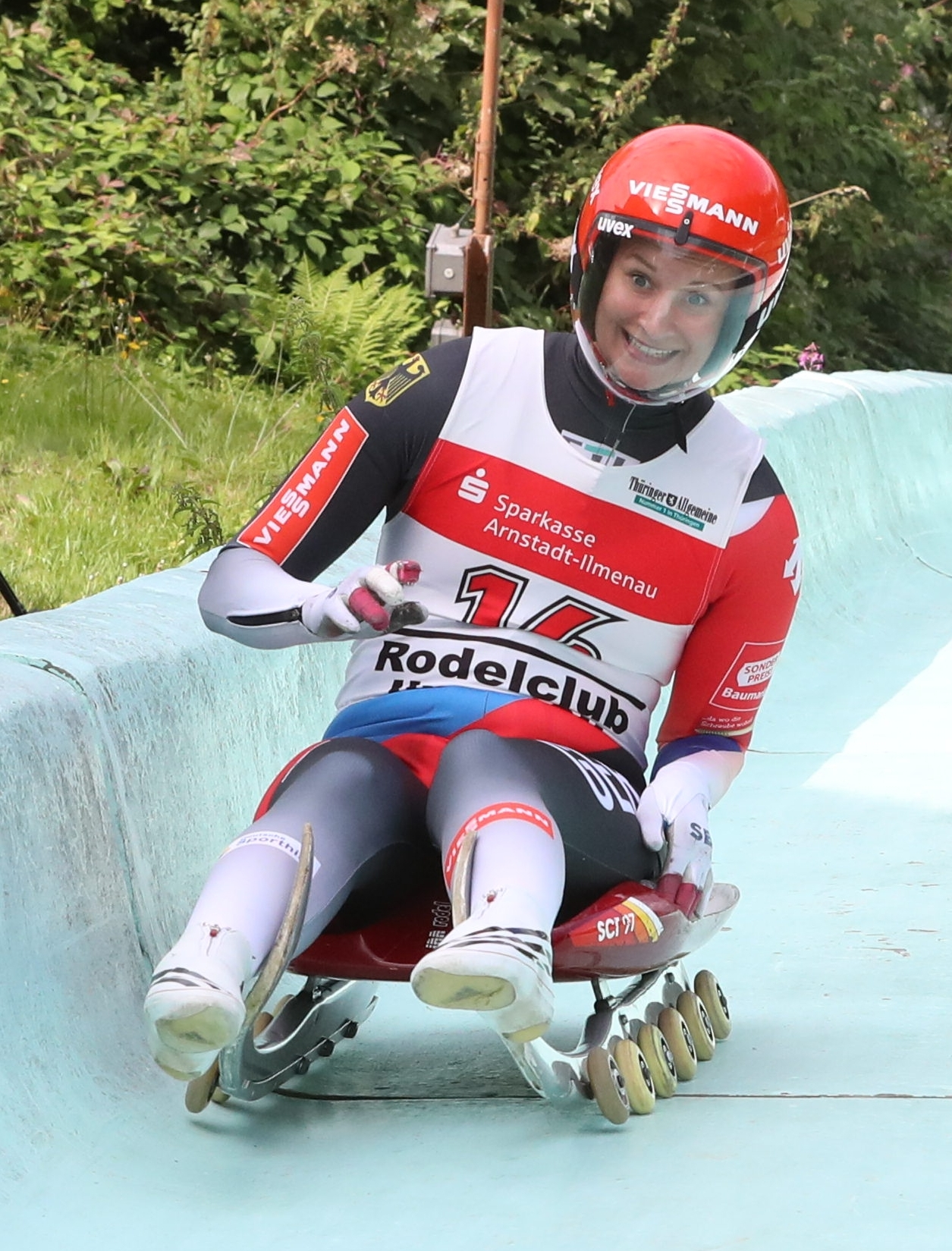
Dajana Eitberger

| Platz | Sportler             | Laufzeit 1   | Laufzeit 2   | Laufzeit 3   | Endzeit          |
| ----- | -------------------- | ------------ | ------------ | ------------ | ---------------- |
| 1     | Dajana Eitberger     | 20,953 s (1) | 20,872 s (1) | 20,795 s (1) | 1:02,620 Minuten |
| 2     | Ewa Kuls             | 21,056 s (3) | 21,159 s (2) | 21,056 s (2) | 1:03,271 Minuten |
| 3     | Svenja Oestreicher   | 21,055 s (2) | 21,211 s (4) | 21,060 s (3) | 1:03,326 Minuten |
| 4     | Natalia Wojtuściszyn | 21,235 s (4) | 21,361 s (5) | 21,119 s (4) | 1:03,715 Minuten |
| 5     | Julia Orlamünder     | 21,272 s (5) | 21,160 s (3) | 21,314 s (5) | 1:03,746 Minuten |
| 6     | Polina Banowa        | 21,586 s (6) | 20,463 s (6) | 21,652 s (6) | 1:04,666 Minuten |
| DNF   | Paula Kruk           | 21,987 s (7) | DNS          |              |                  |

### Altersklasse Jugend A

#### Männlich

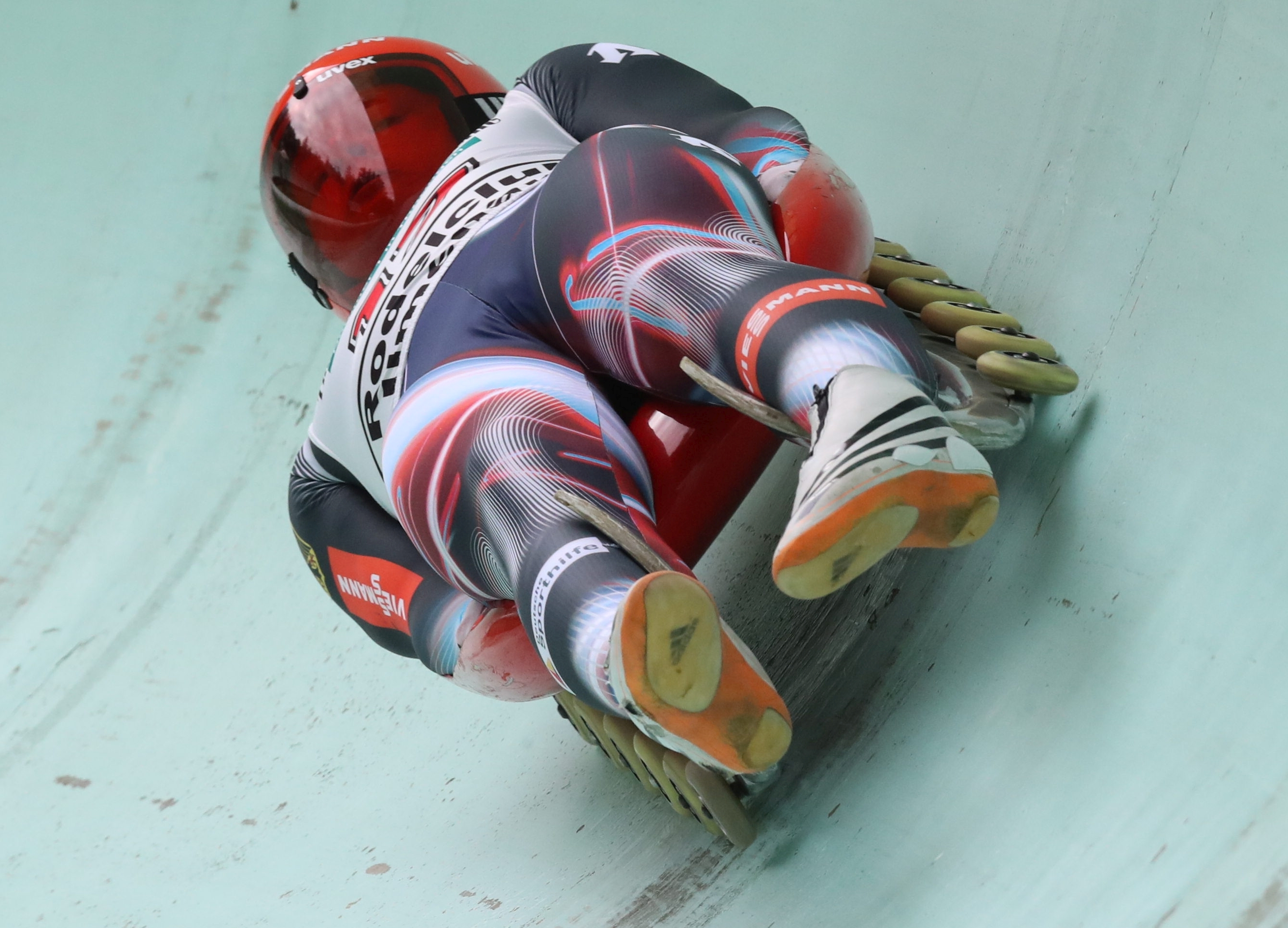
Max Langenhan

| Platz | Sportler             | Laufzeit 1    | Laufzeit 2    | Laufzeit 3    | Endzeit          |
| ----- | -------------------- | ------------- | ------------- | ------------- | ---------------- |
| 1     | Max Langenhan        | 20,337 s (2)  | 20,248 s (1)  | 20,121 s (1)  | 1:00,706 Minuten |
| 2     | Hannes Orlamünder    | 20,316 s (1)  | 20,281 s (3)  | 20,211 s (3)  | 1:00,808 Minuten |
| 3     | Thomas Jaensch       | 20,372 s (3)  | 20,271 s (2)  | 20,169 s (2)  | 1:00,812 Minuten |
| 4     | Paul Gubitz          | 20,443 s (3)  | 20,347 s (2)  | 20,287 s (2)  | 1:01,077 Minuten |
| 5     | Bastian Schulte      | 20,412 s (8)  | 20,389 s (4)  | 20,339 s (4)  | 1:01,137 Minuten |
| 6     | Wiktor Peradse       | 20,417 s (7)  | 20,388 s (5)  | 20,409 s (9)  | 1:01,214 Minuten |
| 7     | Giorgi Sogoiani      | 20,536 s (11) | 20,400 s (8)  | 20,307 s (5)  | 1:01,243 Minuten |
| 8     | Tomáš Vaverčák       | 20,538 s (7)  | 20,407 s (9)  | 20,313 s (8)  | 1:01,258 Minuten |
| 9     | Fabian Künstner      | 20,486 s (10) | 20,430 s (10) | 20,345 s (8)  | 1:01,261 Minuten |
| 10    | Michal Lopanič       | 20,390 s (4)  | 20,395 s (7)  | 20,487 s (10) | 1:01,272 Minuten |
| 11    | Lascha Peradse       | 20,405 s (10) | 20,441 s (11) | 20,517 s (11) | 1:01,363 Minuten |
| 12    | Moritz Bollmann      | 20,446 s (9)  | 20,432 s (11) | 20,517 s (12) | 1:01,395 Minuten |
| 13    | Jan Tomanik          | 20,607 s (13) | 20,618 s (15) | 20,507 s (11) | 1:01,395 Minuten |
| 14    | Saba Kumaritaschwili | 20,632 s (14) | 20,584 s (14) | 20,609 s (14) | 1:01,825 Minuten |
| 15    | Max Ewald            | 20,847 s (16) | 20,571 s (13) | 20,669 s (15) | 1:02,087 Minuten |
| 16    | Zwetelin Iwanow      | 20,715 s (15) | 20,893 s (16) | 20,781 s (17) | 1:02,389 Minuten |
| 17    | Waleri Zwetanow      | 20,983 s (17) | 20,901 s (17) | 20,696 s (16) | 1:02,580 Minuten |
| DNS   | Jozef Hušla          |               |               |               |                  |
| DNS   | Yannick Müller       |               |               |               |                  |

#### Weiblich

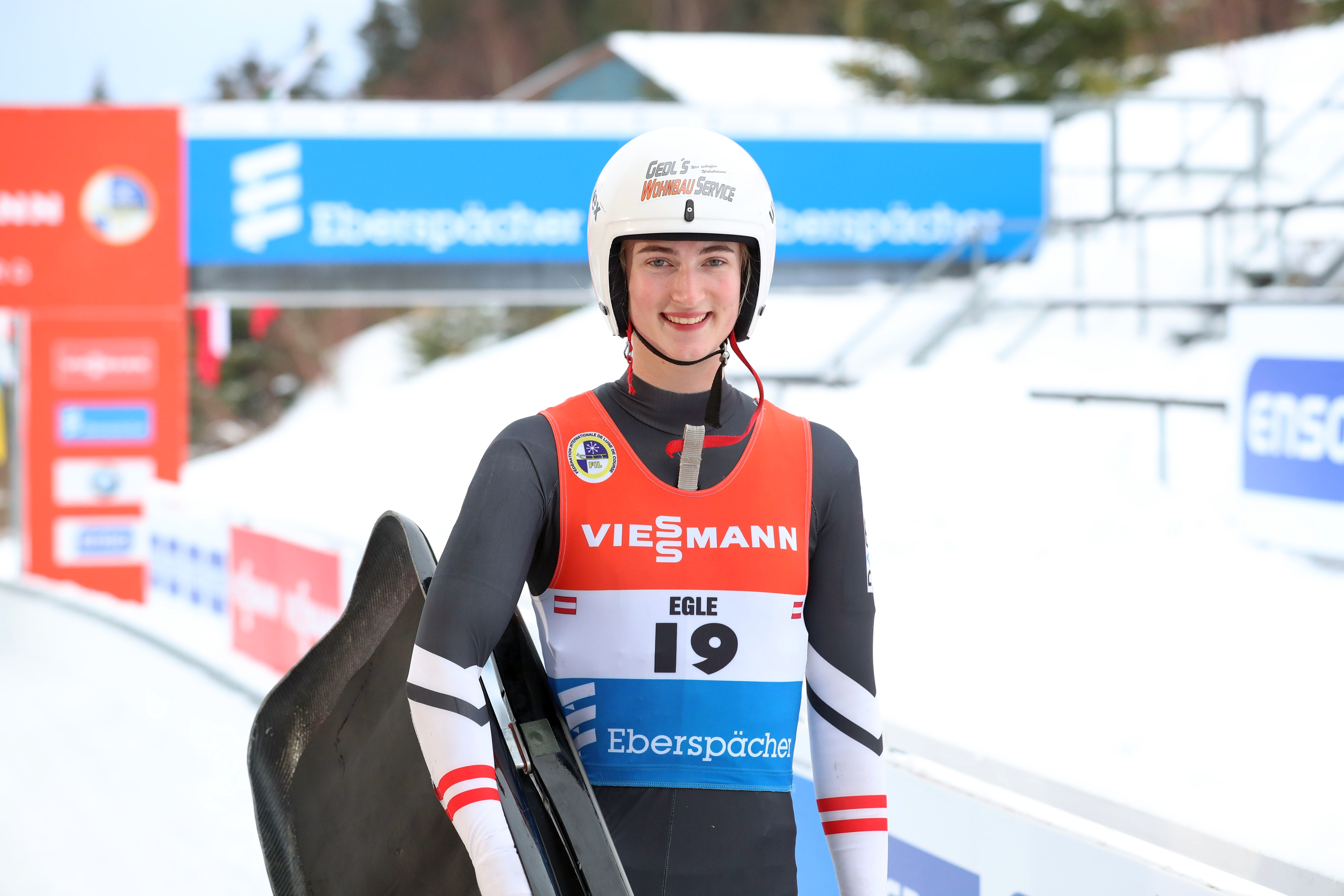
Madeleine Egle

| Platz | Sportler             | Laufzeit 1    | Laufzeit 2    | Laufzeit 3    | Endzeit          |
| ----- | -------------------- | ------------- | ------------- | ------------- | ---------------- |
| 1     | Madeleine Egle       | 20,622 s (1)  | 20,557 s (1)  | 20,672 s (3)  | 1:01,851 Minuten |
| 2     | Katarína Šimoňáková  | 20,660 s (2)  | 20,708 s (3)  | 20,649 s (2)  | 1:02,017 Minuten |
| 3     | Sophie Spillecke     | 20,908 s (7)  | 20,732 s (5)  | 20,531 s (1)  | 1:02,171 Minuten |
| 4     | Antonia Weisemann    | 20,849 s (5)  | 20,724 s (4)  | 20,681 s (4)  | 1:02,254 Minuten |
| 5     | Paula Werner         | 20,781 s (3)  | 20,805 s (6)  | 21,814 s (9)  | 1:02,400 Minuten |
| 6     | Sabrina Salchner     | 20,781 s (3)  | 20,914 s (9)  | 20,714 s (5)  | 1:02,409 Minuten |
| 7     | Miriam Geisler       | 20,898 s (6)  | 20,935 s (10) | 20,812 s (8)  | 1:02,645 Minuten |
| 8     | Lisa Schulte         | 21,107 s (11) | 20,866 s (7)  | 20,767 s (7)  | 1:02,740 Minuten |
| 9     | Anna Saulīte         | 20,951 s (8)  | 20,702 s (2)  | 21,130 s (7)  | 1:02,783 Minuten |
| 10    | Kimberley-Joy Martin | 20,992 s (10) | 21,035 s (11) | 20,760 s (6)  | 1:02,787 Minuten |
| 11    | Klaudia Grzybek      | 20,952 s (9)  | 20,910 s (8)  | 20,968 s (10) | 1:02,830 Minuten |